# Capitan (Novo México)
Capitan é uma vila localizada no estado americano de Novo México, no Condado de Lincoln.

## Demografia
Segundo o censo americano de 2000, a sua população era de 1443 habitantes.
Em 2006, foi estimada uma população de 1550, um aumento de 107 (7.4%).

## Geografia
De acordo com o United States Census Bureau tem uma área de
8,3 km², dos quais 8,3 km² cobertos por terra e 0,0 km² cobertos por água. Capitan localiza-se a aproximadamente 1999 m acima do nível do mar.

## Localidades na vizinhança
O diagrama seguinte representa as localidades num raio de 48 km ao redor de Capitan.